# Mar de Samar
La mar de Samar és una de les mars interiors de les Filipines, situada entre les Visayas orientals i Luzon.

## Particularitats
Limita amb les illes de Samar a l'est, Leyte al sud, Masbate a l'oest i Luzón al nord. El mar està connectat amb el Mar de les Filipines al nord a través de l'estret de San Bernardino, al golf de Leyte al sud-est a través de l'estret de San Juanico, al Mar de Visayas al sud-oest i al mar de Sibuyan al nord-oest mitjançant el pas de Masbate i el pas de Ticao. Conté l'illa de Biliran, les illes d'Almagro, Maripipi, Sto. Nino, Daram i Tagapul-an.
El mar de Samar ha experimentat una important degradació dels recursos marins, que fins i tot es caracteritza com a "ecocidi". Abans de 1981, hi havia 50 espècies de peixos comercials, però en deu anys es va reduir a només 10 a causa de la sobrepesca i els mètodes de pesca destructius (com la pesca de dinamita). La captura diària mitjana s'ha reduït de 30 kg/dia als anys seixanta, a 8 kg/dia el 1981, a 3,5 kg/dia el 1991. Després d'haver esgotat els grans peixos depredadors, els pescadors van recórrer a espècies més petites, permetent que les poblacions de meduses explotessin.
La desforestació de les terres circumdants ha provocat un augment del llim de les muntanyes desposseïdes que sufoquen els esculls de corall. Només un 5% dels esculls es considera que es troben en condicions saludables. Un altre resultat de l'augment de llim són les marees vermelles, que provoquen intoxicacions paralítiques per marisc. La primera marea vermella a les Filipines es va produir al mar de Samar l'any 1983 i després va continuar produint-se a intervals irregulars.